# 本田S660

## 摘要
本田S660是自1996年本田Beat結束銷售以來時隔19年又3個月的輕型車規格敞篷車。其前身来自2013年東京車展的同名概念车。和前置後驅的本田S2000同樣名為S系列，但中置後驅的型式和以往的S系列大大不同。S660的提案来自本田技研成立50周年的内部活动中舉行“新商品企劃提案”。
S660于2011年开始开发，总设计师为椋本陵，此外还有三名工程師进行支援工作，他们的平均年齡在30歲左右。
S660的生产在位于三重县的八千代工業進行，在修改原有的前驅車生產線，在抑制成本增加的同時，加入了專門的檢查線、手工、機械並用的小產量生產流程，导致每個月的產量有限。

## 设计
S660搭载0.6升直列三缸涡轮增压引擎，採用橫置中置方式，達到良好的重量平衡以實現輕快的操控。变速箱有手排和无级式變速箱兩種配置，手排變速箱為了發揮引擎的最大性能，採用大範圍齒輪比的六速配置。而无级式变速箱可以切換到運動模式的附換檔撥片型式。
為了確保高剛性，各部位採用了簡潔的設計型式。為了提高操控性，懸吊系統採用四輪獨立式麥花臣懸吊，並初次在輕型車上採用本田的“Agile Handling Assist”技术。
虽然S660的分類屬於敞篷車，但是可開啟的部份只有頭頂上方，較接近半開篷式。但也保有能夠承受積雪的強度。取下收折後的軟式頂篷可以收納在前方的的置物空間內。

另外，本田S660沒有行李箱，只能在頂篷拉上時，在置物空間內放置少量物品。座位後方有小窗戶，可以調整氣流及减少噪音。

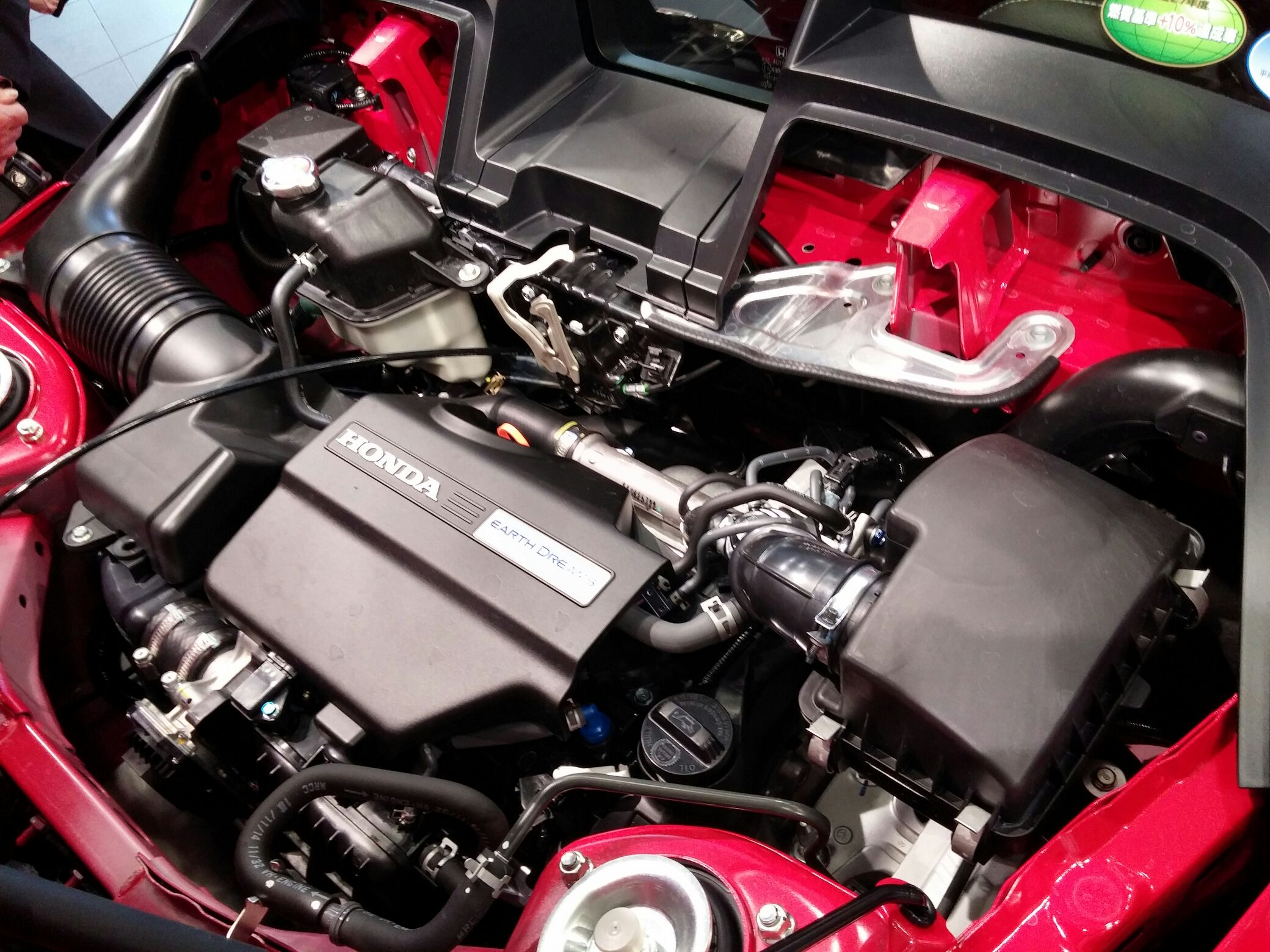
本田S07A涡轮增压引擎
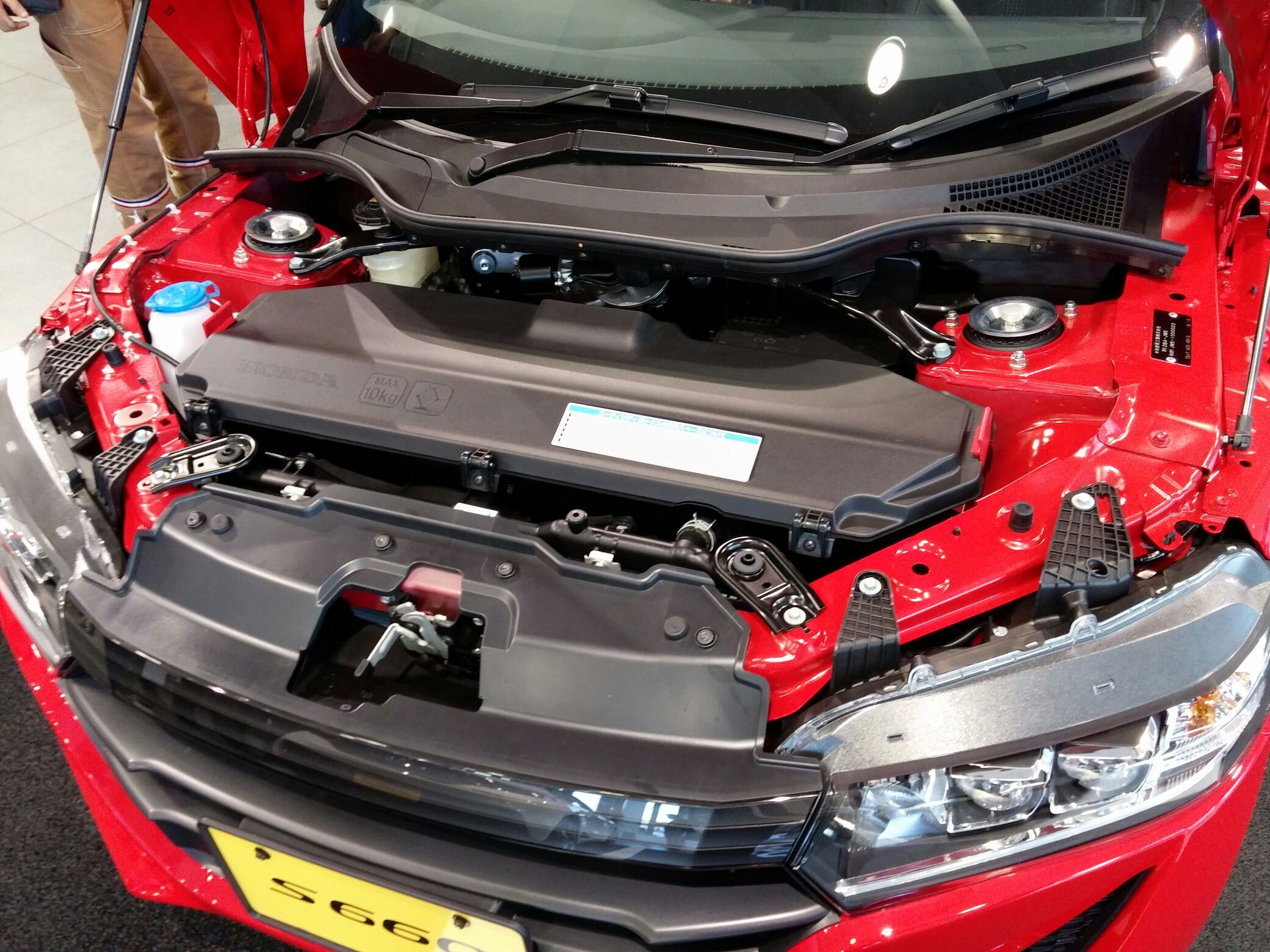

## 歷史
- 2013年10月23日的2013年東京車展上，以下一代輕型敞篷跑車“S660 CONCEPT”為名展出。 [2]
- 2015年3月30日，S660正式發表，同时推出特別款式车型“CONCEPT EDITION”，于4月2日開始銷售，當日完售)[2]。
- 2016年12月16日的东京改装车展上，本田展出了S660的改装款式“Bruno Leather Edition”。后于2017年6月2日-11月30日期间限量发行。
- 2017年10月20日，本田推出S660的第三款限量车型“Kimorebi”，为无级变速箱车型，同年11月10日-2018年1月31日期间限量发行。
- 2018年5月，S660推出中期改款车型，同年7月6日公布“Modulo X”车型，更注重驾驶体验，后于2020年1月31日正式发布。
- 2021年3月12日，S660推出2022年3月停产前的最终车型“Modulo X Version Z”。

## 脚注
1. ↑  .   [2017-05-18]. （原始内容存档于2020-09-20）.
2. 1 2   (新闻稿). 缺少或|title=为空 (帮助)

## 關聯項目
- 本田Beat 實際上的前代型號
- 本田S360
- 本田S500
- 本田S600
- 本田S800
- 本田S2000 S系列的前身
- 八千代工業
- 半開篷
- 大發Copen

## 外部連結
- S660｜Honda （页面存档备份，存于）